# Un membre permanent de la famille
Un membre permanent de la famille (titre original : A Permanent Member of the Family) est un recueil de douze nouvelles écrites par Russell Banks.
Le livre a été publié pour la première fois en 2013 par Ecco Press. En France, il paraît en 2015.

## Liste des nouvelles du recueil
- Ancien Marine ((en) Former Marine)
- Un membre permanent de la famille ((en) A Permanent Member of the Family)
- Fête de Noël ((en) Christmas Party)
- Transplantation ((en) Transplant)
- Oiseaux des neiges ((en) Snowbirds)
- Big Dog ((en) Big Dog)
- Blue ((en) Blue)
- Le Perroquet invisible ((en) The Invisible Parrot)
- Les Outer Banks ((en) The Outer Banks)
- Perdu, trouvé ((en) Lost and Found)
- À la recherche de Veronica ((en) Searching For Veronica)
- La Porte verte ((en) The Green Door)